# Шамурин, Юрий Иванович
Юрий Иванович Шамурин (18 (30) марта 1885, Казань — после 1918) — русский искусствовед и историк.

## Биография
Родился в 1885 году в семье Ивана и Надежды Шамуриной. Вскоре после этого на свет появился его младший брат Евгений (1889—1962) — книговед и литературовед, а также сестра Зинаида, с которой он впоследствии выступал в соавторстве. Семья постоянно переезжала из-за смены места работы отца (6 городов). Окончил историко-филологический факультет КазГУ, в 1910 году переехал в Москву. Во время начала Первой мировой войны он ушёл добровольцем на фронт, в мае 1915 года попал в плен, и 2 года и 1 месяц находился в Германии. В июне 1917 года он вернулся в Российскую империю в качестве инвалида.
Трагически погиб в 1918 году.